# 公設試験研究機関
公設試験研究機関（こうせつしけんけんきゅうきかん: public testing/research laboratory）は、国または地方公共団体が設置した試験所、研究所、指導所その他の機関である。国の機関を含まない場合もあり、略称は公設試。これに対し国が設置した研究所等は国立試験研究機関（略称は国研）という。地方公共団体における鉱工業振興、農林水産業振興、環境保全、保健衛生の向上などといった地方の行政目的に沿う試験・研究・高度な機器の供用・指導・教育・相談等の業務を行う。
地方公共団体の一部をなす組織から、比較的独立性の高い財団形態のものまであり、どこまでが公設試でどこからが民間の試験所かを明確に線引きするのは困難である。国が組織した公設試の連合組織に加盟している機関が公設試と見なす場合がある。加盟していない機関の中にも十分に公設試と見なすことのできるものもある。
海外では食品・薬品ではあるが、鉱工業ではめずらしい。

## 沿革
農業系、衛生系の公設試は明治時代までさかのぼる所がある。鉱工業系の公設試は、日本の産業革命期にあたる1900年頃から各地で設立が始まりまた戦後の高度経済成長期にも設立が相次いだ。環境系の公設試は高度経済成長期末の公害問題等を受けて設立されたものがある。
設立当初は、工業試験場、窯業指導所、農業試験場、畜産試験場、水産試験場、林業試験場などと細かい分野別に専門の試験研究機関として設置していた場合がある。また、交通・通信手段が整っていなかった戦前から高度経済成長期直前までは、県立の公設試は県内の産業集積地や競争力の高い農産地ごとに分散して設置されていることもあった。
高度経済成長期に交通・通信手段が整備されると、県内に各地に独立に設置されていた公設試が効率的運用のために本所-支所という位置づけに移行していった。また国民が環境・製品・食品の安全に高い関心を持って公設試に高度な試験設備等が必要になると、効率的運用のために県内1か所のセンターに集約されることもある。
環境系、衛生系では、現在中規模以下の県では、これらが統合されて「県立環境保健センター」という名称になっている。
2000年以降、国が国立試験研究機関を相次いで独立行政法人化すると、これに呼応していくつかの都道府県・市でも公設試が地方独立行政法人（いわゆる「地独」）となった。また、経営の安定化のため、地独化に際して鉱工業系と農林水産系の公設試を合併させた例もある。
他方、職員の学歴等の推移で見ると、戦前は高学歴の幹部職員と、必ずしも高学歴ではないが職人としての訓練を受けた一般技術職員で構成されていた。戦後の高学歴化にともないほとんどの技術系職員は大学卒となり、1990年代以降は採用資格を修士号取得者以上とする公設試も増えた。技術士を研究員もいる。現在では、（機関によって差があるが）採用時点で博士号を取得していたり、採用後10～20年ぐらいで博士号を取得する公設試職員も少なくない。これは公設試の業務の中で研究業務の比重が大きくなっていることの表れである。

## 運営形態
地方公共団体に直属し、地方公務員を職員とする形態、法人化はしているが運営費用の交付、運営方針決定、人事交流などを通じて地方公共団体の強い影響下にある地方独立行政法人の形態、地方公共団体の積んだ基金によって独自の施設・設備等を有する財団法人の形態、および、地方公共団体が整備した施設・設備を法人が委託を受けて運営する公設民営の形態がある。

## 試験研究設備
各試験研究機関には、研究者と試験機器を配置している。人と機器は、それぞれの組織ごとに確認することもできるが、鉱工業系の主要機関については経済産業省が検索システムを提供している。

## 公設試験研究機関の連合組織
公設試験研究機関は、所掌分野が多岐にわたるにもかかわらず職員数が数十人といった比較的小規模のものが多く、業務遂行上の助言や指導を受けることのできる同じ専門分野の同僚が限られるという悩みがあった。このため、国が主導し、国立研究機関が要となって、公設試の連合組織が設立されている。
- 鉱工業系
  - 産業技術連携推進会議（略称「産技連」。経済産業省が主導、国立研究開発法人産業技術総合研究所が運営の要）
  - 公立鉱工業試験研究機関長協議会（機関長による自主的運営組織）
- 農林水産系
  - 食品試験研究推進会議（農林水産省が主導し、国立研究開発法人農業・食品産業技術総合研究機構が運営の要）
  - 全国水産試験場長会（水産庁主導）
  - 全国林業試験研究機関協議会（林野庁主導）
- 環境系
  - 全国環境研協議会
- 保健衛生系
  - 地方衛生研究所全国協議会

## 機関一覧

### 北海道
- 地方独立行政法人北海道立総合研究機構 [3]011-747-0200 〒060-0819 北海道札幌市北区北19条西11丁目
  - 産業技術研究本部 011-747-2321 〒060-0819 北海道札幌市北区北19条西11丁目
    - 工業試験場 011-747-2321 〒060-0819 北海道札幌市北区北19条西11丁目
    - 食品加工研究センター 011-387-4111 〒069-0836 北海道江別市文京台緑町589番地4

  - 農業研究本部 0123-89-2001 〒069-1395 北海道夕張郡長沼町東6線北15号
    - 中央農業試験場 0123-89-2001 〒069-1395 北海道夕張郡長沼町東6線北15号
    - 上川農業試験場 0166-85-2200 〒078-0397 北海道上川郡比布町南1線5号
    - 道南農業試験場 0138-77-8116 〒041-1201 北海道北斗市本町680番地
    - 十勝農業試験場 0155-62-2431 〒082-0081 北海道河西郡芽室町新生南9線2番地
    - 根釧農業試験場 0153-72-2004 〒086-1135 北海道標津郡中標津町旭ヶ丘7番地
    - 北見農業試験場 0157-47-2146 〒099-1496 北海道常呂郡訓子府町弥生52番地
    - 畜産試験場 0156-64-0616 〒081-0038 北海道上川郡新得町字新得西5線39番地1
    - 花・野菜技術センター 0125-28-2800 〒073-0026 北海道滝川市東滝川735番地

  - 水産研究本部 0135-23-7451 〒046-8555 北海道余市郡余市町浜中町238番地
    - 中央水産試験場 0135-23-7451 〒046-8555 北海道余市郡余市町浜中町238番地
    - 函館水産試験場 0138-83-2892 〒040-0051 北海道函館市弁天町20番5号
    - 釧路水産試験場 0154-23-6221 〒085-0024 北海道釧路市浜町2番6号
    - 網走水産試験場 0152-43-4591 〒099-3119 北海道網走市鱒浦1丁目1番1号
    - 稚内水産試験場 0162-32-7177 〒097-0001 北海道稚内市末広4丁目5番15号
    - 栽培水産試験場 0143-22-2320 〒051-0013 北海道室蘭市舟見町1丁目156番3号
    - さけます・内水面水産試験場 0123-32-2135 〒061-1433 北海道恵庭市北柏木町3丁目373番地

  - 森林研究本部 0126-63-4164 〒079-0198 北海道美唄市光珠内町東山
    - 林業試験場 0126-63-4164 〒079-0198 北海道美唄市光珠内町東山
    - 林産試験場 0166-75-4233 〒071-0198 北海道旭川市西神楽1線10号

  - 環境・地質研究本部 011-747-3521 〒060-0819 北海道札幌市北区北19条西12丁目
    - 環境科学研究センター 011-747-3521 〒060-0819 北海道札幌市北区北19条西12丁目
    - 地質研究所 011-747-2420 〒060-0819 北海道札幌市北区北19条西12丁目

  - 建築研究本部 0166-66-4211 〒078-8801 北海道旭川市緑が丘東1条3丁目1番20号
    - 北方建築総合研究所 0166-66-4211 〒078-8801 北海道旭川市緑が丘東1条3丁目1番20号
- (公財)函館地域産業振興財団 北海道立工業技術センター 0138-34-2600 〒041-0801 北海道函館市桔梗町379番地
- (公財)オホーツク地域振興機構 北海道立オホーツク圏地域食品加工技術センター 0157-36-0680 〒090-0008 北海道北見市大正353番地19
- 公益財団法人とかち財団 北海道立十勝圏地域食品加工技術センター[4]0155-37-8383 〒080-2462 北海道帯広市西22条北2丁目23-10
- 北海道立衛生研究所 [5]011-747-2711 〒060-0819 北海道札幌市北区北19条西12丁目
- 札幌市衛生研究所 [6]011-841-2341 〒003-8505 北海道札幌市白石区菊水9条1丁目5-22
- 旭川市工業技術センター[7]0166-36-3111 〒078-8273 北海道旭川市工業団地3条2丁目1番18号
- 旭川市工芸センター[7]0166-66-1770 〒078-8801 北海道旭川市緑が丘東1条3丁目1番6号
- 旭川市農業センター(花菜里(かなり)ランド)[8]0166-61-0211 〒070-8033 北海道旭川市神居町雨紛
- 一般社団法人北見工業技術センター運営協会[9]北見市工業技術センター 0157-31-2705 〒090-0836 北海道北見市東三輪5丁目1番地4
- 公益財団法人釧路根室圏産業技術振興センター 釧路工業技術センター[10]0154-55-5121 〒084-0905 北海道釧路市鳥取南7丁目2番23号
- 公益財団法人とかち財団 十勝産業振興センター[11]0155-38-8850 〒080-2462 北海道帯広市西22条北2丁目23番地9
- 苫小牧市テクノセンター[12]0144-57-0210 〒059-1362 北海道苫小牧市柏原32番地6
- (公財)室蘭テクノセンター[13]0143-45-1188 〒050-0083 北海道室蘭市東町4丁目28番1号
- 根室市水産研究所[14]0153-28-2152 〒087-0166 北海道根室市温根元168番地

### 東北地方

#### 青森県
- 地方独立行政法人青森県産業技術センター 0172-52-4311 〒036-0522 青森県黒石市田中82-9
  - 工業部門工業総合研究所 017-728-0900 〒036-0142 青森県青森市大字野木字山口221-10
    - 弘前地域研究所 0172-55-6740 〒036-8104 青森県弘前市扇町1丁目1番8
    - 八戸地域研究所 0178-21-2100 〒039-2245 青森県八戸市北インター工業団地一丁目4-43

  - 農林部門農林総合研究所 0172-52-4346 〒036-0552 青森県黒石市田中82-9
    - 藤坂稲作研究部 0176-23-2165 〒034-0041 青森県十和田市大字相坂字相坂183
    - 野菜研究所 0176-53-7171 〒033-0071 青森県上北郡六戸町大字犬落瀬字柳沢91
    - りんご研究所 0172-52-2331 〒036-0332 青森県黒石市大字牡丹平字福民24
    - 畜産研究所 0175-64-2231 〒039-3156 青森県上北郡野辺地町字枇杷野51
    - 和牛改良技術部 0173-26-3153 〒038-2816 青森県つがる市森田町森田月見野558
    - 林業研究所 017-755-3257 〒039-3321 青森県東津軽郡平内町大字小湊字新道46-56

  - 水産部門水産総合研究所 017-755-2155 〒039-3381 青森県東津軽郡平内町大字茂浦字月泊10
    - 内水面研究所 0176-23-2405 〒034-0041 青森県十和田市大字相坂字白上344-10

  - 食品部門食品総合研究所 0178-33-1347 〒031-0831 青森県八戸市築港街二丁目10
    - 下北ブランド研究所 0175-34-2188 〒039-4401 青森県むつ市大畑町上野154
    - 農産物加工研究所 0176-53-1315 〒033-0071 青森県上北郡六戸町大字犬落瀬字柳沢91
- 青森県環境保健センター 017-736-5411 〒030-8566 青森県青森市東造道一丁目1番1号

#### 岩手県
- 地方独立行政法人岩手県工業技術センター 019-635-1115 〒020-0857 岩手県盛岡市北飯岡2-4-25
- 岩手県生物工学研究センター 0197-68-2911 〒024-0003 岩手県北上市成田22-174-4
- 岩手県農業研究センター 0197-68-2331 〒024-0003 岩手県北上市成田20-1
  - 畜産研究所 019-688-4326 〒020-0173 岩手県岩手郡滝沢村滝沢字砂込737-1
  - 県北農業研究所 0195-47-1071 〒028-6222 岩手県九戸郡軽米町大字山内23-9-1
- 岩手県林業技術センター 019-697-1536 〒028-3623 岩手県紫波郡矢巾町大字煙山 第3地割560番地11
- 岩手県水産技術センター 0193-26-7911 〒026-0001 岩手県釜石市大字平田3-75-3
- 岩手県内水面水産技術センター 0195-78-2047 〒028-7302 岩手県八幡平市松尾寄木1-474
- 岩手県環境保健研究センター 019-656-5666 〒020-0857 岩手県盛岡市飯岡一丁目11番16号

#### 宮城県
- 宮城県産業技術総合センター 022-377-8700 〒981-3206 宮城県仙台市泉区明通2丁目2番地
- 宮城県保健環境センター 022-352-3861 〒983-0836 宮城県仙台市宮城野区幸町四丁目7番2号
- 宮城県環境放射線監視センター（旧：原子力センター） 022-792-6311 〒983-0836 宮城県仙台市宮城野区幸町四丁目7番1-2号
- 宮城県農業・園芸総合研究所 022-383-8111 〒981-1243 宮城県名取市高舘川上字東金剛寺1番地
- 宮城県古川農業試験場 0229-26-5100 〒989-6227 宮城県大崎市古川大崎字富国88
- 宮城県畜産試験場 0229-72-3101 〒989-6445 宮城県大崎市岩出山南沢字樋渡1
- 宮城県林業技術総合センター 022-345-2816 〒981-3602 宮城県黒川郡大衡村大衡字はぬ木14
- 宮城県水産技術総合センター 0225-24-0138 〒986-2135 宮城県石巻市渡波字袖ノ浜97-6
  - 気仙沼水産試験場 0226-23-6880 〒988-0181 宮城県気仙沼市赤岩杉ノ沢47-6
  - 内水面水産試験場 022-342-2051 〒981-3625 宮城県黒川郡大和町吉田字旗坂地内

#### 秋田県
- 秋田県産業技術センター 018-862-3420 〒010-1623 秋田県秋田市新屋町字砂奴寄4-11
- 秋田県総合食品研究センター 018-888-2000 〒010-1623 秋田県秋田市新屋町字砂奴寄4-26
- 秋田県農林水産部秋田県農業試験場 018-881-3330 〒010-1231 秋田県秋田市雄和相川字源八沢34番1
  - 秋田県果樹試験場 0182-25-4224 〒013-0102 秋田県横手市平鹿町醍醐字街道下65
  - 秋田県畜産試験場 0187-72-2511 〒019-1701 秋田県大仙市神宮寺字海草沼谷地13-3
  - 秋田県水産振興センター 0185-27-3003 〒010-0531 秋田県男鹿市船川港台島字鵜ノ崎8番地の4
  - 秋田県林業研究研修センター 018-882-4511 〒019-2611 秋田県秋田市河辺戸島字井戸尻台47-2
- 秋田県健康環境センター 018-832-5005 〒010-0874 秋田県秋田市千秋久保田町6-6

#### 山形県
- 山形県工業技術センター 023-644-3222 〒990-2473 山形県山形市松栄二丁目2-1
- 山形県高度技術研究開発センター 023-647-3111 〒990-2473 山形県山形市松栄二丁目2番1号
- 山形県環境科学研究センター 0237-52-3121 〒995-0024 山形県村山市楯岡笛田3-2-1
- 山形県衛生研究所 023-627-1358 〒990-0031 山形県山形市十日町1-6-6
- 山形県水産試験場 0235-33-3150 〒997-1204 山形県鶴岡市加茂字大崩594
- 山形県内水面水産試験場 0238-38-3214 〒992-0063 山形県米沢市泉町1丁目4-12
- 山形県農業総合研究センター 023-647-3500 〒990-2372 山形県山形市みのりが丘6060-27
  - 園芸試験場 0237-84-4125 〒991-0043 山形県寒河江市大字島字島南423
  - 水田農業試験場 0235-64-2100 〒999-7601 山形県鶴岡市藤島字山ノ前25
  - 畜産試験場 0233-23-8814 〒996-0041 山形県新庄市大字鳥越字一本松1076
  - 養豚試験場 0234-91-1255 〒998-0112 山形県酒田市浜中字八窪1

#### 福島県
- 福島県ハイテクプラザ 024-959-1741 〒963-0215 福島県郡山市待池台1-12
  - 福島県県産品加工支援センター 0242-39-2974 〒965-0006 福島県会津若松市一箕町大字鶴賀字下柳原88-1
  - 福島県廃炉・除染ロボット技術研究会 024-959-1739 〒963-0215 福島県郡山市待池台1丁目12番地
- 福島県農業総合センター 024-958-1700 〒963-0531 福島県郡山市日和田町高倉字下中道116番地
  - 果樹研究所 024-542-4191 〒960-0231 福島県福島市飯坂町平野字檀の東1
  - 畜産研究所 024-593-1221 〒960-2156 福島県福島市荒井字地蔵原甲18
  - 会津地域研究所 0242-82-4411 〒969-6506 福島県河沼郡会津坂下町大字見明字南原881
  - 浜地域研究所 0244-35-2633 〒979-2542 福島県相馬市成田字五郎右エ門橋100番地
  - 浜地域農業再生研究センター 0244-26-9562 〒975-0036 福島県南相馬市原町区萱浜字巣掛場45番169
  - 病害虫防除所 024-958-1709 〒963-0531 福島県郡山市日和田町高倉字下中道116番地
- 福島県林業研究センター 024-945-2160 〒963-0112 福島県郡山市安積町成田字西島坂1
- 福島県水産試験場 0246-54-3151 〒970-0316 福島県いわき市小名浜下神白字松下13-2
- 福島県内水面水産試験場 0242-65-2011 〒969-3283 福島県耶麻郡猪苗代町大字長田字東中丸3447-1
- 福島県環境創造センター 0247-61-6111 〒963-7700 福島県田村郡三春町深作10番2号（田村西部工業団地内）
- 福島県衛生研究所 024-546-7104 〒960-8560 福島県福島市方木田字水戸内16番6号

### 関東地方

#### 茨城県
- 茨城県工業技術センター 029-293-7212 〒311-3195 茨城県東茨城郡茨城町長岡3781-1
  - 繊維工業指導所(結城) 0296-33-4154 〒307-0015 茨城県結城市鹿窪189
- 茨城県立笠間陶芸大学校(旧窯業指導所) 0296-72-0316 〒309-1611 茨城県笠間市笠間2346-3
  - いばらきサロン(つくば) 029-858-6015,6 〒305-0047 茨城県つくば市千現2-1-6 つくば支援センター1階
- 茨城県霞ヶ浦環境科学センター 029-828-0960 〒300-0023 茨城県土浦市沖宿町1853
- 茨城県衛生研究所 029-241-6652 〒310-0852 茨城県水戸市笠原町993-2
- 茨城県農業総合センター 0299-45-8320 〒319-0292 茨城県笠間市安居3165-1
  - 生物工学研究所 0299-45-8330 〒319-0290 茨城県笠間市安居3165-1
  - 園芸研究所 0299-45-8340 〒319-0292 茨城県笠間市安居3165-1
  - 農業研究所 029-239-7211 〒311-4203 茨城県水戸市上国井町3402
- 茨城県畜産センター 0299-43-3333 〒315-0132 茨城県石岡市根小屋1234
  - 肉用牛研究所 0295-52-3167 〒319-2224 茨城県常陸大宮市東野3700
  - 養豚研究所 029-892-2903 〒300-0508 茨城県稲敷市佐倉3240
- 茨城県林業技術センター 029-298-0257 〒311-0122 茨城県那珂市戸4692
- 茨城県水産試験場 029-262-4158 〒311-1203 茨城県ひたちなか市平磯町三ツ塚3551-8
- 茨城県水産試験場内水面支場 0299-55-0324 〒311-3512 茨城県行方市玉造甲1560

#### 栃木県
- 栃木県産業技術センター 028-670-3391 〒321-3226 栃木県宇都宮市ゆいの杜1丁目5番20号
  - 繊維技術支援センター 0284-21-2138 〒326-0817 栃木県足利市西宮町2870
  - 県南技術支援センター 0283-22-0733 〒327-0847 栃木県佐野市天神町950
  - 紬織物技術支援センター 0285-49-0009 〒323-0155 栃木県小山市福良2358
  - 窯業技術支援センター 0285-72-5221 〒321-4217 栃木県益子町益子695
- 栃木県保健環境センター 028-673-9070 〒329-1196 栃木県宇都宮市下岡本町2145-13
- 栃木県林業センター 028-669-2211 〒321-2105 栃木県宇都宮市下小池町280
- 栃木県農業試験場 028-665-1241 〒320-0002 栃木県宇都宮市瓦谷町1080
  - いちご研究所 0282-27-2715 〒328-0007 栃木県栃木市大塚町2920
- 栃木県水産試験場 0287-98-2888 〒324-0404 栃木県大田原市佐良土2599
- 栃木県畜産酪農研究センター 0287-36-0230 〒329-2747 栃木県那須塩原市千本松298

#### 群馬県
- 群馬県立産業技術センター 027-290-3030 〒379-2147 群馬県前橋市亀里町884番地1
- 群馬県繊維工業試験場 0277-52-9950 〒376-0011 群馬県桐生市相生町5丁目46-1
- 群馬県衛生環境研究所 027-232-4881 〒371-0052 群馬県前橋市上沖町378
- 群馬県農業技術センター 0270-62-1021 〒379-2224 群馬県伊勢崎市西小保方町493
  - 稲麦研究センター 027-269-4171 〒371-0002 群馬県前橋市江木町1085
  - 中山間地園芸研究センター 0278-22-3358 〒378-0035 群馬県沼田市井土上町1278
  - 東部地域研究センター 0276-72-0355 〒374-0006 群馬県館林市当郷町1132-2
  - 高冷地野菜研究センター 0279-96-1011 〒377-1614 群馬県吾妻郡嬬恋村田代301
  - こんにゃく特産研究センター 0279-22-2144 〒377-0008 群馬県 渋川市渋川3092-1
- 群馬県蚕糸技術センター 027-251-5145 〒371-0852 群馬県前橋市総社町総社2326-2
- 群馬県水産試験場 027-231-2803 〒371-0036 群馬県前橋市敷島町13
  - 川場養魚センター 0278-52-2007 〒378-0114 群馬県利根郡川場村天神615
- 群馬県家畜衛生研究所 027-288-2106 〒371-0103 群馬県前橋市富士見町小暮2425-3
- 群馬県畜産試験場 027-288-2222 〒371-0103 群馬県前橋市富士見町小暮2425
  - 吾妻肉牛繁殖センター 0279-67-2918 〒377-0812 群馬県吾妻郡東吾妻町厚田1986-4
- 群馬県林業試験場 027-373-2300 〒370-3503 群馬県北群馬郡榛東村新井2935

#### 埼玉県
- 埼玉県産業技術総合センター 048-265-1311 〒333-0844 埼玉県川口市上青木3-12-18 （SKIPシティ内）
  - 北部研究所 048-521-0614 〒360-0031 埼玉県熊谷市末広 2-133
- 埼玉県環境科学国際センター 0480-73-8351 〒347-0115 埼玉県加須市上種足914
- 埼玉県衛生研究所 0493-59-8390 〒355-0133 埼玉県比企郡吉見町江和井410番地1
- 埼玉県農業技術研究センター 048-536-0311 〒360-0102 埼玉県熊谷市須賀広784
  - 畜産研究所 (農業技術研究センターに統合) 048-536-0311 〒360-0102 埼玉県熊谷市須賀広784
  - 森林・緑化研究所(農業技術研究センター再編に伴い業務移管有り) 048-581-0123 〒369-1203 埼玉県大里郡寄居町寄居1587-1
  - 水田農業研究所(農業技術研究センターに統合) 048-521-5041 〒360-0831 埼玉県熊谷市久保島1372
  - 園芸研究所(農業技術研究センターに統合) 048-536-0311 〒346-0037 埼玉県久喜市六万部91
  - 茶業研究所 04-2936-1351 〒358-0042 埼玉県入間市上谷ヶ貫244-2
  - 水産研究所 0480-61-0458 〒347-0011 埼玉県加須市北小浜1060-1

#### 千葉県
- 千葉県産業支援技術研究所 043-231-4325 〒264-0017 千葉県千葉市若葉区加曽利町889番地
- 千葉県東葛テクノプラザ 04-7133-0139 〒277-0882 千葉県柏市柏の葉5-4-6
- 千葉県環境研究センター 0436-21-6371 〒290-0046 千葉県市原市岩崎西1-8-8
- 千葉県衛生研究所 043-266-6723 〒260-8715 千葉県千葉市中央区仁戸名町 666-2
- 千葉県農林総合研究センター 043-291-0151 〒266-0006 千葉県千葉市緑区大膳野町808
  - 水稲・畑地園芸研究所 0478-59-2100 〒287-0026 千葉県香取市大根1285
  - 暖地園芸研究所 0470-22-2603 〒294-0014 千葉県館山市山本1762
  - 森林研究所 0475-88-0505 〒289-1223 千葉県山武市埴谷 1887-1
- 千葉県畜産総合研究センター 043-445-4511 〒289-1113 千葉県八街市八街へ16-1
  - 市原乳牛研究所 0436-96-1231 〒290-0531 千葉県市原市国本602
  - 嶺岡乳牛研究所 0470-46-3011 〒299-2507 千葉県南房総市大井686
- 千葉県水産総合研究センター(本所) 0470-43-1111 〒295-0024 千葉県安房郡千倉町平磯2492
  - 東京湾漁業研究所 0439-65-3071 〒293-0042 千葉県富津市小久保3091
  - 内水面水産研究所 043-461-2288 〒285-0866 千葉県佐倉市臼井台1390
  - 種苗生産研究所勝浦生産開発室 0470-73-5575 〒299-5233 千葉県勝浦市浜勝浦178-17
  - 種苗生産研究所富津生産開発室 0439-65-4367 〒293-0042 千葉県富津市小久保2568-38

#### 東京都
- 地方独立行政法人東京都立産業技術研究センター 03-5530-2111 〒135-0064 東京都江東区青海2-4-10
  - 多摩テクノプラザ 042-500-2300 〒196-0033 東京都昭島市東町3-6-1
  - 城東支所 03-5680-4632 〒125-0062 東京都葛飾区青戸7-2-5
  - 墨田支所・生活技術開発セクター 03-3624-3731 〒130-0015 東京都墨田区横網1-6-1 KFCビル12階
  - 城南支所 03-3733-6233 〒144-0035 東京都大田区南蒲田1-20-20
  - 食品技術センター 03-5256-9251 〒101-0025 東京都千代田区神田佐久間町1-9
- 公益財団法人東京都環境公社 東京都環境科学研究所 03-3699-1331 〒136-0075 東京都江東区新砂1丁目7番5号
- 地方独立行政法人東京都健康長寿医療センター研究所 03-3964-3241 〒173-0015 東京都板橋区栄町35番2号
- 公益財団法人東京都医学総合研究所 03-5316-3100 〒156-8506 東京都世田谷区上北沢2-1-6
- 東京都健康安全研究センター 03-3363-3231 〒169-0073 東京都新宿区百人町3丁目24番1号
- 東京都立皮革技術センター 03-3616-1671 〒131-0042 東京都墨田区東墨田三丁目3番14号
- 公益財団法人東京都農林水産振興財団 042-528-0505 〒190-0013 東京都立川市富士見町3-8-1
  - 東京都農林総合研究センター 042-528-0505 〒190-0013 東京都立川市富士見町3-8-1
  - 奥多摩さかな養殖センター 0428-85-2028 〒198-0105 東京都西多摩郡奥多摩町小丹波720
- 東京都島しょ農林水産総合センター 03-3454-1951 〒100-0022 東京都港区海岸2-7-104
  - 大島事業所 04992-4-0381 〒100-0212 東京都大島町波浮港18
  - 八丈事業所 04996-2-0209 〒100-1511 東京都八丈町三根4222-1
  - 三宅事業所 04994-6-1414 〒100-1211 東京都三宅村坪田4357
  - 東京都栽培漁業センター 04992-2-3461 〒100-0101 東京都大島町元町字和泉99-5
  - 小笠原水産センター 04998-2-2545 〒100-2101 東京都小笠原村父島字清瀬
  - 小笠原亜熱帯農業センター 04998-2-2104 〒100-2101 東京都小笠原村父島字小曲

#### 神奈川県
- 地方独立行政法人神奈川県立産業技術総合研究所 046-236-1500 〒243-0435 神奈川県海老名市下今泉705-1
- 神奈川県工芸技術所 0465-35-3557 〒250-0055 神奈川県小田原市久野621
- 神奈川県温泉地学研究所 0465-23-3588 〒250-0031 神奈川県小田原市入生田586
- 神奈川県環境科学センター 0463-24-3311 〒254-0014 神奈川県平塚市四之宮1-3-39
- 神奈川県自然環境保全センター研究企画部 046-248-0323 〒243-0121 神奈川県厚木市七沢657
- 神奈川県農業技術センター 0463-58-0333 〒259-1204 神奈川県平塚市上吉沢1617
  - 畜産技術センター 046-238-4056 〒243-0417 神奈川県海老名市本郷3750
- 神奈川県水産技術センター 046-882-2311 〒238-0237 神奈川県三浦市三崎町城ケ島養老子
  - 相模湾試験場 0465-23-8531 〒250-0021 神奈川県小田原市早川1-2-1小田原水産合同庁舎
  - 内水面試験場 042-763-2007 〒252-0135 神奈川県相模原市緑区大島3657
- 神奈川県衛生研究所 0467-83-4400 〒253-0087 神奈川県茅ヶ崎市下町屋1丁目3番1号
- 神奈川県立がんセンター 045-520-2222 〒241-8515 神奈川県横浜市旭区中尾2-3-2
- 横浜市工業技術支援センター 045-788-9000 〒236-0004 神奈川県横浜市金沢区福浦1-1-1
- 川崎市環境総合研究所 044-276-9001 〒210-0821 神奈川県川崎市川崎区殿町3丁目25番13号

### 中部地方

#### 新潟県
- 新潟県工業技術総合研究所 025-247-1301 〒950-0915 新潟県新潟市中央区鐙西1-11-1
  - 下越技術支援センター 025-244-9168 〒950-0915 新潟県新潟市中央区鐙西1-11-1
  - 県央技術支援センター 0256-32-5271 〒955-0092 新潟県三条市須頃1-17
  - 中越技術支援センター 0258-46-3700 〒940-2127 新潟県長岡市新産4-1-14
  - 上越技術支援センター 025-544-6823 〒943-0171 新潟県上越市大字藤野新田349-2
  - 素材応用技術支援センター 0258-62-0115 〒954-0052 新潟県見附市学校町2-7-13
- 新潟県醸造試験場 025-222-4568 〒951-8121 新潟県新潟市中央区水道町2丁目5932-133
- 新潟県農業総合研究所 0258-35-0805 〒940-0826 新潟県長岡市長倉町857
  - 作物研究センター 0258-35-0893 〒940-0826 新潟県長岡市長倉町857
  - 園芸研究センター 0254-27-5555 〒957-0111 新潟県北蒲原郡聖籠町真野177
  - 畜産研究センター 0256-46-3103 〒955-0143 新潟県三条市棚鱗178
  - 食品研究センター 0256-52-0448 〒959-1381 新潟県加茂市新栄町2番25号
  - 高冷地農業技術センター 025-765-2145 〒949-8311 新潟県中魚沼郡津南町大字中深見乙7910
  - 中山間地農業技術センター 0258-89-2330 〒949-7505 新潟県長岡市川口牛ヶ島135-1
  - 佐渡農業技術センター 0259-63-4102 〒952-1211 新潟県佐渡市中興351番地
- 新潟県保健環境科学研究所 025-263-9411 〒950-2144 新潟県新潟市西区曽和314番地-1
- 新潟県森林研究所 0254-72-1171 〒958-0264 新潟県村上市鵜渡路2249番地5
- 新潟県水産海洋研究所 025-261-2041 〒950-2171 新潟県新潟市西区五十嵐3の町13098-8
- 新潟県内水面水産試験場 0258-22-2101 〒940-1137 新潟県長岡市大川原町2650

#### 富山県
- 富山県産業技術研究開発センター 0766-21-2121 〒933-0981 富山県高岡市二上町150
  - ものづくり研究開発センター 0766-21-2121 〒933-0981 富山県高岡市二上町150
  - 生活工学研究所 0763-22-2141 〒939-1503 富山県南砺市岩武新35-1
  - 機械電子研究所 076-433-5466 〒930-0866 富山県富山市高田383番地
- 富山県総合デザインセンター 0766-62-0510 〒939-1119 富山県高岡市オフィスパーク5番地
- 富山県環境科学センター 0766-56-2835 〒939-0363 富山県射水市中太閤山17丁目1番
- 富山県衛生研究所 0766-56-5506 〒939-0363 富山県射水市中太閤山17丁目1番
- 富山県薬事総合研究開発センター 0766-56-6026 〒939-0363 富山県射水市中太閤山17丁目1番
  - 薬用植物指導センター 076-472-0801 〒930-0412 富山県中新川郡上市町広野2732
- 富山県農林水産総合技術センター 076-429-2111 〒939-8153 富山県富山市吉岡1124-1
  - 農業研究所 076-429-2111 〒939-8153 富山県富山市吉岡1124-1
  - 園芸研究所 0763-32-2259 〒939-1327 富山県砺波市五郎丸288
  - 畜産研究所 076-469-5921 〒939-2622 富山県富山市婦中町千里前山 1
  - 食品研究所 076-429-5400 〒939-8153 富山県富山市吉岡360
  - 森林研究所 076-483-1511 〒930-1362 富山県中新川郡立山町吉峰3
  - 木材研究所 0766-56-2915 〒939-0311 富山県射水市黒河新4940
  - 水産研究所 076-475-0036 〒936-8536 富山県滑川市高塚364
- 高岡市デザイン・工芸センター 0766-62-0520 〒939-1119 富山県高岡市オフィスパーク5番地

#### 石川県
- 石川県工業試験場 076-267-8081 〒920-8203 石川県金沢市鞍月2丁目1番地
  - 九谷焼技術センター 0761-47-3631 〒923-0151 石川県小松市正蓮寺町は21番地の3
- 石川県農林総合研究センター 076-257-6911 〒920-3198 石川県金沢市才田町戊295-1
  - 農業試験場 076-257-6911 〒920-3198 石川県金沢市才田町戊295-1
  - 林業試験場 076-272-0673 〒920-2114 石川県白山市三宮町ホ1番地
  - 畜産試験場 0767-28-2284 〒929-1325 石川県羽咋郡宝達志水町坪山ナ部93-2
  - 能登畜産センター 0768-72-1141 〒927-0602 石川県鳳珠郡能登町松波28-48
- 石川県水産総合センター 0768-62-1324 〒927-0435 石川県鳳珠郡能登町字宇出津新港3-7
  - 内水面水産センター 0761-78-3312 〒922-0134 石川県加賀市山中温泉荒谷町ロ-100番地
- 石川県保健環境センター 076-229-2011 〒920-1154 石川県金沢市太陽が丘1-11
- 石川県リハビリテーションセンターバリアフリー推進工房 076-266-2860 〒920-0353 石川県金沢市赤土町ニ13-1
- 白山自然保護センター 076-255-5321 〒920-2326 石川県白山市木滑ヌ4
- のと海洋ふれあいセンター 0768-74-1919 〒927-0552 石川県鳳珠郡能登町字越坂3-47

#### 福井県
- 福井県工業技術センター 0776-55-0664 〒910-0102 福井県福井市川合鷲塚町61字北稲田10
- 福井県原子力環境監視センター 0770-25-6110 〒914-0024 福井県敦賀市吉河37-1
- 福井県衛生環境研究センター 0776-54-5630 〒910-8551 福井県福井市原目町39-4
- 福井県農業試験場 0776-54-5100 〒918-8215 福井県福井市寮町辺操52-21
  - 食品加工研究所 0776-61-3539 〒910-0343 福井県坂井市丸岡町坪ノ内1-1-1
  - 園芸研究センター 0770-32-0009 〒919-1123 福井県三方郡美浜町久々子35-32-1
- 福井県総合グリーンセンター 0776-67-0002 〒910-0336 福井県坂井市丸岡町楽間15
- 福井県建設技術研究センター 0776-35-2412 〒918-8108 福井市春日3丁目303番
- 福井県畜産試験場 0776-81-3130 〒913-0004 福井県坂井市三国町平山68-34
- 福井県水産試験場 0770-26-1331 〒914-0843 福井県敦賀市浦底23-1
- 福井県栽培漁業センター 0770-53-1249 〒917-0116 福井県小浜市堅海50
- 福井県内水面総合センター 0776-53-0232 〒910-0816 福井県福井市中ノ郷町34-10

#### 山梨県
- 山梨県工業技術センター 055-243-6111 〒400-0055 山梨県甲府市大津町2094
  - 高度技術開発センター 055-243-6111 〒400-0055 山梨県甲府市大津町2094
  - デザインセンター 055-243-6101 〒400-0055 山梨県甲府市大津町2094
  - ワインセンター 0553-44-2224 〒409-1316 山梨県甲州市勝沼町勝沼2517
- 山梨県富士工業技術センター 0555-22-2100 〒403-0004 山梨県富士吉田市下吉田6-16-2
- 山梨県衛生環境研究所 055-253-6721 〒400-0027 山梨県甲府市富士見1丁目7-31
- 富士山科学研究所（旧山梨県環境科学研究所） 0555-72-6211 〒403-0005 山梨県富士吉田市上吉田字剣丸尾5597-1
- 山梨県森林総合研究所 0556-22-8001 〒400-0502 山梨県南巨摩郡富士川町最勝寺2290-1
- 山梨県水産技術センター 055-277-4758 〒400-0121 山梨県甲斐市牛句497
- 山梨県総合農業技術センター 0551-28-2496 〒407-0105 山梨県甲斐市下今井1100
  - 高冷地野菜・花き振興センター 0551-28-2496 〒407-0105 山梨県甲斐市下今井1100
- 山梨県果樹試験場 0553-22-1921 〒405-0043 山梨県山梨市江曽原1204
- 山梨県畜産試験場 055-273-6441 〒409-3812 山梨県中央市乙黒963-1
- 山梨県酪農試験場 0551-32-3216 〒408-0021 山梨県北杜市長坂町長坂上条621-2

#### 長野県
- 長野県工業技術総合センター 026-226-2812 〒380-0928 長野県長野市若里1丁目18-1
  - 材料技術部門 026-226-2812 〒380-0928 長野県長野市若里1丁目18-1
  - 精密・電子技術部門 0266-23-4000 〒394-0084 長野県岡谷市長地片間町1-3-1
  - 環境・情報技術部門 0263-25-0790 〒399-0006 長野県松本市野溝西1-7-7
  - 食品技術部門 026-227-3131 〒380-0921 長野県長野市栗田205-1
- 長野県環境保全研究所 026-227-0354 〒380-0944 長野県長野市大字安茂里字米村1978
- 長野県農業試験場 026-246-2411 〒382-0072 長野県須坂市大字小河原492
- 長野県果樹試験場 026-246-2411 〒382-0072 長野県須坂市小河原492
- 長野県野菜花き試験場 0263-52-1148 〒399-6461 長野県塩尻市大字宗賀字床尾1066-1
  - 佐久支場 0267-25-3080 〒384-0807 長野県小諸市大字山浦4857-1
- 長野県畜産試験場 0263-52-1188 〒399-0711 長野県塩尻市大字片丘10931-1
- 長野県南信農業試験場 0265-35-2240 〒399-3103 長野県下伊那郡高森町下市田2476
- 長野県水産試験場 0263-62-2281 〒399-7102 長野県安曇野市明科中川手2871
  - 諏訪支場 0266-27-8755 〒393-0034 長野県諏訪郡下諏訪町6188-10
  - 佐久支場 0267-62-0162 〒385-0042 長野県佐久市大字高柳282
  - 木曽試験地 0264-23-8571 〒397-0002 長野県木曽郡木曽町新開字正ノ平127-238
- 長野県林業総合センター 0263-52-0600 〒399-0711 長野県塩尻市大字片丘5739

#### 岐阜県
- 岐阜県産業技術総合センター 0575-22-0147 〒501-3265 岐阜県関市小瀬1288
- 岐阜県セラミックス研究所 0572-22-5381 〒507-0811 岐阜県多治見市星ヶ台3丁目11番地
- 岐阜県生活技術研究所 0577-33-5252 〒506-0058 岐阜県高山市山田町1554
- 岐阜県食品科学研究所 058-201-2360 〒501-1112 岐阜県岐阜市柳戸1-1岐阜大学内
  - 寒天研究室 0573-56-2556 〒509-7607 岐阜県恵那市山岡町下手向1865-1
- 岐阜県保健環境研究所 058-380-2100 〒504-0838 岐阜県各務原市那加不動丘1-1
- 岐阜県農業技術センター 058-239-3131 〒501-1152 岐阜市又丸729-1
- 岐阜県中山間農業研究所 0577-73-2029 〒509-4244 岐阜県飛騨市古川町是重2丁目6-56
- 岐阜県畜産研究所 0557-68-2226 〒506-0101 岐阜県高山市清見町牧ヶ洞4393-1
  - 飛騨牛研究部 0577-68-2226 〒506-0101 岐阜県高山市清見町牧ヶ洞4393-1
  - 酪農研究部 0573-56-2769 〒506-7601 岐阜県恵那市山岡町久保原
  - 養豚・養鶏研究部 0575-22-3165 〒501-3924 岐阜県関市迫間2672-1
- 岐阜県水産研究所 0586-89-6351 〒501-6021 岐阜県各務原市川島笠田町官有地無番地
  - 下呂支所 0576-52-3111 〒509-2592 岐阜県下呂市萩原町羽根2605-1
- 岐阜県森林研究所 0575-33-2585 〒501-3714 岐阜県美濃市曽代1128-1
- 多治見市陶磁器意匠研究所 0572-22-4731 〒507-0803 岐阜県多治見市美坂町2-77
- 土岐市立陶磁器試験場 セラテクノ土岐 0572-59-8312 〒509-5403 岐阜県土岐市肥田町肥田287-3
- 瑞浪市窯業技術研究所 0572-67-2427 〒509-6122 岐阜県瑞浪市上平町5丁目5-1

#### 静岡県
- 静岡県工業技術研究所 054-278-3002 〒421-1298 静岡県静岡市葵区牧ヶ谷2078
  - 浜松工業技術支援センター 053-428-4152 〒431-2103 静岡県浜松市北区新都田一丁目3番3号
  - 静岡（本所） 054-278-3002 〒421-1298 静岡県静岡市葵区牧ヶ谷2078
  - 富士工業技術支援センター 0545-35-5190 〒417-8550 静岡県富士市大淵2590-1
  - 沼津工業技術支援センター 055-925-1100 〒410-0022 静岡県沼津市大岡3981-1
- 静岡県農林技術研究所 0538-35-7211 〒438-0803 静岡県磐田市富丘678-1
  - 茶業研究センター 0548-27-2311 〒439-0002 静岡県菊川市倉沢1706-11
  - 果樹研究センター 054-376-6150 〒424-0905 静岡県静岡市清水区茂畑(無番地)
  - 森林・林業研究センター 053-583-3121 〒434-0016 静岡県浜松市浜北区根堅2542-8
- 静岡県環境衛生科学研究所 054-245-7655 〒420-8637 静岡県静岡市葵区北安東4丁目27-2
- 静岡県畜産技術研究所 0544-52-0146 〒418-0108 静岡県富士宮市猪之頭1945
  - 中小家畜研究センター 0537-35-2291 〒439-0037 静岡県菊川市西方2780
- 静岡県水産技術研究所 054-627-1815 〒425-0033 静岡県焼津市小川3690
  - 伊豆分場 0558-22-0835 〒415-0012 静岡県下田市白浜251-1
  - 浜名湖分場 053-592-0139 〒431-0214 静岡県浜松市西区舞阪町弁天島5005-1
  - 富士養鱒場 0544-52-0311 〒418-0108 静岡県富士宮市猪之頭579-2

#### 愛知県
- あいち産業科学技術総合センター 0561-76-8301 〒470-0356 愛知県豊田市八草町秋合1267-1
  - 産業技術センター 0566-24-1841 〒448-0013 愛知県刈谷市恩田町1-157-1
  - 常滑窯業技術センター 0569-35-5151 〒479-0021 愛知県常滑市大曽町4-50
  - 瀬戸窯業技術センター 0561-21-2116 〒489-0965 愛知県瀬戸市南山口町537
  - 食品工業技術センター 052-521-9316 〒451-0083 愛知県名古屋市西区新福寺町2丁目1番の1
  - 尾張繊維技術センター 0586-45-7871 〒491-0931 愛知県一宮市大和町馬引字宮浦35
  - 三河繊維技術センター 0533-59-7146 〒443-0013 愛知県蒲郡市大塚町伊賀久保109
- 公益財団法人科学技術交流財団 あいちシンクロトロン光センター 0561-76-8331 〒489-0965 愛知県瀬戸市南山口町250番3 「知の拠点あいち」あいちシンクロトロン光センター内
- 愛知県環境調査センター 052-910-5490 〒462-0032 愛知県名古屋市北区辻町字流7-6
- 愛知県衛生研究所 052-910-5618 〒462-8576 愛知県名古屋市北区辻町字流 7-6
- 愛知県農業総合試験場 0561-62-0085 〒480-1193 愛知県長久手市岩作三ヶ峯 1-1
- 愛知県森林・林業技術センター 0536-34-0321 〒441-1622 愛知県新城市上吉田字乙新多 43-1
- 愛知県水産試験場 0533-68-5196 〒443-0021 愛知県蒲郡市三谷町若宮 97
  - 漁業生産研究所 0569-65-0611 〒470-3495 愛知県知多郡南知多町大字豊浜字豊浦2-1
  - 内水面漁業研究所 0563-72-7643 〒444-0425 愛知県西尾市一色町細川大岡一の割56-6
- 名古屋市工業研究所 052-661-3161 〒456-0058 愛知県名古屋市熱田区六番三丁目4番41号
- 豊田市矢作川研究所 0565-34-6860 471-0025 豊田市西町2-19 豊田市職員会館1階
- 岡崎市総合検査センター 0564-57-0530 〒444-0802 愛知県岡崎市美合町五本松68-1

#### 三重県
- 三重県工業研究所 059-234-4036 〒514-0819 三重県津市高茶屋5-5-45
  - 金属研究室 0594-31-0300 〒511-0937 三重県桑名市大字志知字西山208
  - 窯業研究室 059-331-2381 〒510-0805 三重県四日市市東阿倉川788
  - みえライフイノベーション推進センター 059-234-8462 〒514-0819 三重県津市高茶屋5-5-45
- 三重県林業研究所 059-262-0110 〒515-2602 三重県津市白山町二本木3769-1
- 三重県農業研究所 0598-42-6357 〒515-2316 三重県松阪市嬉野川北町530
  - 茶業研究室 0595-82-3125 〒519-0104 三重県亀山市椿世町992-2
  - 伊賀農業研究室 0595-37-0211 〒518-0126 三重県伊賀市森寺1240
  - 紀南果樹研究室 05979-2-0008 〒519-5202 三重県南牟婁郡御浜町志原2327
- 三重県畜産研究所 0598-42-2029 〒515-2324 三重県松阪市嬉野町1444の1
- 三重県水産研究所 0599-53-0016 〒517-0404 三重県志摩市浜島町浜島3564-3
  - 鈴鹿水産研究室 059-386-0163 〒510-0243 三重県鈴鹿市白子1丁目6277-4
  - 尾鷲水産研究室 0597-22-1438 〒519-3602 三重県尾鷲市大字天満浦字古里215-2
- 三重県保健環境研究所 059-329-3800 〒512-1211 三重県四日市市桜町3684番11

### 近畿地方

#### 滋賀県
- 滋賀県工業技術総合センター 077-558-1500 〒520-3004 滋賀県栗東市上砥山232
  - 信楽窯業技術試験場 0748-82-1155 〒529-1851 滋賀県甲賀市信楽町長野498
- 滋賀県東北部工業技術センター 0749-62-1492 〒526-0024 滋賀県長浜市三ツ矢元町27-39
- 滋賀県衛生科学センター 077-537-3050 〒520-0834 滋賀県大津市御殿浜13番45号
- 滋賀県琵琶湖環境科学研究センター 077-526-4800 〒520-0022 滋賀県大津市柳が崎5ー34
- 滋賀県林業普及センター 077-587-2655 〒520-2321 滋賀県野洲市北桜978-95
- 滋賀県農業技術振興センター 0748-46-4377 〒521-1301 滋賀県近江八幡市安土町大中516
  - 花・果樹研究部 077-558-0221 〒520-3003 滋賀県栗東市荒張1373-18
  - 茶業指導所 0748-62-0276 〒528-0005 滋賀県甲賀市水口町水口6750
- 滋賀県畜産技術振興センター 0748-52-1221 〒529-1651 滋賀県蒲生郡日野町山本695
- 滋賀県水産試験場 0749-28-1611 〒522-0057 滋賀県彦根市八坂町2138-3

#### 京都府
- 京都府中小企業技術センター 075-315-2811 〒600-8813 京都府京都市下京区中堂寺南町134
- 京都府織物・機械金属振興センター 0772-62-7400 〒627-0004 京都府京丹後市峰山町荒山225
- 京都府保健環境研究所 075-621-4067 〒612-8369 京都府京都市伏見区村上町395
- 京都府農林水産技術センター 0771-22-0425 〒621-0806 京都府亀岡市余部町和久成9
  - 農林センター 0771-22-0424 〒621-0806 京都府亀岡市余部町和久成9
  - 森林技術センター 0771-84-0365 〒629-1121 京都府船井郡京丹波町本庄土屋1番地
  - 茶業研究所 0774-22-5577 〒611-0022 京都府宇治市白川中ノ薗1
  - 丹後農業研究所 0772-65-2401 〒627-0142 京都府京丹後市弥栄町黒部488
  - 生物資源研究センター 0774-93-3525 〒619-0244 京都府相楽郡精華町大字北稲八間小字大路74番地
  - 畜産センター 0773-47-0301 〒623-0221 京都府綾部市位田町檜前
  - 海洋センター 0772-25-0129 〒626-0052 京都府宮津市字小田宿野1029-3
- 京都市産業技術研究所 075-326-6100 〒600-8815 京都府京都市下京区中堂寺粟田町91

#### 大阪府
- 地方独立行政法人大阪産業技術研究所 0725-51-2525 〒594-1157 大阪府和泉市あゆみ野2-7-1
  - 本部・和泉センター 0725-51-2525 〒594-1157 大阪府和泉市あゆみ野2-7-1
  - 森之宮センター 06-6963-8011 〒536-8553 大阪府大阪市城東区森之宮1丁目6番50号
- 大阪府産業デザインセンター 06-6210-9491 〒559-8555 大阪市住之江区南港北1-14-16 大阪府咲洲庁舎
- 地方独立行政法人大阪府立環境農林水産総合研究所 072-958-6551 〒583-0862 大阪府羽曳野市尺度442
  - 本部・環境と食農の技術センター 072-958-6551 〒583-0862 大阪府羽曳野市尺度442
  - 水産技術センター 072-495-5252 〒599-0311 大阪府泉南郡岬町多奈川谷川 2926-1
  - 生物多様性センター 072-833-2770 〒572-0088 大阪府寝屋川市木屋元町10-4
- 地方独立行政法人大阪健康安全基盤研究所 06-6972-1321 〒537-0025 大阪府大阪市東成区中道1-3-69
  - 森ノ宮センター 06-6972-1321 〒537-0025 大阪府大阪市東成区中道1-3-69
  - 天王寺センター 06-6771-8331 〒543-0026 大阪府大阪市天王寺区東上町8-34
- 大阪市立環境科学研究センター 06-6771-3043 〒543-0026 大阪府大阪市天王寺区東上町8-34

#### 兵庫県
- 兵庫県立工業技術センター 078-731-4033 〒654-0037 兵庫県神戸市須磨区行平町3-1-12
  - 繊維工業技術支援センター 0795-22-2041 〒677-0054 兵庫県西脇市野村町1790-496
  - 皮革工業技術支援センター 079-282-2290 〒670-0811 兵庫県姫路市野里3
- 兵庫県立健康生活科学研究所(県庁：社会福祉課) 078-362-9112 〒650-8567 兵庫県神戸市中央区下山手通5丁目10番1号
  - 健康科学研究センター 078-511-6640 〒652-0032 兵庫県神戸市兵庫区荒田町2-1-29
  - 生活科学総合センター 078-302-4000 〒650-0046 兵庫県神戸市中央区港島中町4-2
- 兵庫県立農林水産技術総合センター 0790-47-2400 〒679-0198 兵庫県加西市別府町南ノ岡甲1533
  - 畜産技術センター 0790-47-2430 〒679-0198 兵庫県加西市別府町南ノ岡甲1533
  - 北部農業技術センター 079-674-1230 〒669-5254 兵庫県朝来市和田山町安井123
  - 淡路農業技術センター 0799-42-4880 〒656-0442 兵庫県南あわじ市八木養宜中560-1
  - 森林林業技術センター 0790-62-2118 〒671-2515 兵庫県宍粟市山崎町五十波430
  - 水産技術センター 078-941-8601 〒674-0093 兵庫県明石市二見町南二見22-2
    - 但馬水産技術センター 0796-36-0395 〒669-6541 兵庫県美方郡香美町香住区境1126-5
    - 内水面漁業センター 079-678-1701 〒679-3442 兵庫県朝来市田路1134
- 兵庫県立福祉のまちづくり研究所 078-927-2727 〒651-2181 兵庫県神戸市西区曙町1070総合リハビリテーション内
- 兵庫県立がんセンター研究部 078-929-1151 〒673-8558 兵庫県明石市北王子町13-70
- 神戸市環境保健研究所 078-302-6197 〒650-0046 兵庫県神戸市中央区港島中町4-6-5
- 姫路市環境衛生研究所 079-289-1855 〒670-8530 兵庫県姫路市坂田町3番地 中央保健センター
- 尼崎市衛生研究所 06-6426-6355 〒661-0012 兵庫県尼崎市南塚口町4-4-8ハーティ21 5階

#### 奈良県
- 奈良県産業振興総合センター 0742-33-0817 〒630-8031 奈良県奈良市柏木町129-1
- 奈良県保健研究センター 0744-47-3160 〒633-0062 奈良県桜井市粟殿1000
- 奈良県農業研究開発センター 0744-22-6201 〒634-0813 奈良県橿原市四条町88
  - 果樹・薬草研究センター 0747-24-0061 〒637-0105 奈良県五條市西吉野町湯塩1345
  - 大和茶研究センター 0742-81-0019 〒630-2166 奈良県奈良市矢田原町乙470-1
  - 大和野菜研究センター 0745-82-2340 〒633-0227 奈良県宇陀市榛原三宮寺125
- 奈良県畜産技術センター 0745-83-0153 〒633-2113 奈良県宇陀市大宇陀下竹103
- 奈良県森林技術センター 0744-52-2380 〒635-0133 奈良県高市郡高取町吉備1
- 奈良県薬事研究センター 0745-62-2376 〒639-2226 奈良県御所市605-10

#### 和歌山県
- 和歌山県工業技術センター 073-477-1271 〒649-6261 和歌山県和歌山市小倉60番地
- 和歌山県環境衛生研究センター 073-423-9570 〒640-8272 和歌山県和歌山市砂山南3丁目3番45号
- 和歌山県農林水産総合技術センター 073-441-2997 〒640-8585 和歌山県和歌山市小松原通1-1
  - 農業試験場 0736-64-2300 〒640-0423 和歌山県紀の川市貴志川町高尾160
    - 暖地園芸センター 0738-23-4005 〒644-0024 和歌山県御坊市塩屋町南塩屋724

  - 果樹試験場 0737-52-4320 〒643-0022 和歌山県有田郡有田川町奥751-1
    - かき・もも研究所 0736-73-2274 〒649-6531 和歌山県紀の川市粉河3336
    - うめ研究所 0739-74-3780 〒645-0021 和歌山県日高郡みなべ町東本庄1416-7

  - 畜産試験場 0739-55-2430 〒649-3141 和歌山県西牟婁郡すさみ町見老津1番地
    - 養鶏研究所 0738-54-0144 〒644-1111 和歌山県日高郡日高川町船津1090-1

  - 林業試験場 0739-47-2468 〒649-2103 和歌山県西牟婁郡上富田町生馬1504-1
  - 水産試験場 0735-62-0940 〒649-3503 和歌山県東牟婁郡串本町串本1557-20

### 中国地方

#### 鳥取県
- 地方独立行政法人鳥取県産業技術センター 0857-38-6200 〒689-1112 鳥取県鳥取市若葉台南7丁目1-1
- 鳥取県衛生環境研究所 0858-35-5411 〒682-0704 鳥取県東伯郡湯梨浜町南谷526-1
- 鳥取県農林総合研究所 0858-37-4210 〒689-2221 鳥取県東伯郡北栄町由良宿2048
  - 農業試験場 0857-53-0721 〒680-1142 鳥取県鳥取市橋本260
  - 園芸試験場 0858-37-4211 〒689-2221 鳥取県東伯郡北栄町由良宿2048
  - 畜産試験場 0858-55-1362 〒689-2503 鳥取県東伯郡琴浦町松谷606
  - 中小家畜試験場 0859-66-4121 〒683-0361 鳥取県西伯郡南部町北方633
  - 林業試験場 0858-85-6221 〒680-1203 鳥取県鳥取市河原町稲常113番地
- 鳥取県水産試験場 0859-45-4500 〒684-0046 鳥取県境港市竹内団地107
- 鳥取県栽培漁業センター 0858-34-3321 〒689-0602 鳥取県東伯郡湯梨浜町大字石脇1166番地

#### 島根県
- 島根県産業技術センター 0852-60-5140 〒690-0816 島根県松江市北陵町1番
- 島根県中山間地域研究センター 0854-76-2025 〒690-3405 島根県飯石郡飯南町上来島
- 島根県保健環境科学研究所 0852-36-8181 〒690-0122 島根県松江市西浜佐陀町582-1
- 島根県農業技術センター 0853-22-6708 〒693-0035 島根県出雲市芦渡町2440
- 島根県畜産技術センター 0853-21-2631 〒693-0031 島根県出雲市古志町3775
  - 育種改良部しまね和牛改良科 0854-42-1035 〒699-1333 島根県雲南市木次町下熊谷470
- 島根県水産技術センター 0855-22-1720 〒697-0051 島根県浜田市瀬戸ヶ島町25-1

#### 岡山県
- 岡山県工業技術センター 086-286-9600 〒701-1296 岡山県岡山市芳賀5301
- 岡山県環境保健センター 086-298-2681 〒701-0298 岡山県岡山市南区内尾739-1
- 岡山県農林水産総合センター 086-955-0271 〒709-0801 岡山県赤磐市神田沖1174-1
  - 農業研究所 086-955-0275 〒709-0801 岡山県赤磐市神田沖1174-1
  - －高冷地研究室 0867-66-2043 〒717-0603 岡山県真庭市蒜山東茅部1188
  - 生物科学研究所 0866-56-9450 〒716-1241 岡山県加賀郡吉備中央町吉川7549-1
  - 畜産研究所 0867-27-3321 〒709-3494 岡山県久米郡美咲町北2272
  - 水産研究所 0869-34-3074 〒701-4303 岡山県瀬戸内市牛窓町鹿忍6641-6
  - 森林研究所 0868-38-3151 〒709-4335 岡山県勝田郡勝央町植月中1001
- 岡山光量子科学研究所 086-256-3005 〒700-0015 岡山県岡山市北区京山 1-9-1

#### 広島県
- 広島県立総合技術研究所 082-223-1200 〒730-8511 広島県広島市中区基町10-52(本館5階)
  - 保健環境センター 082-255-7131 〒734-0007 広島県広島市南区皆実町1丁目6-29
  - 食品工業技術センター 082-251-7433 〒732-0816 広島県広島市南区比治山本町12-70
  - 西部工業技術センター 0823-74-1151 〒737-0004 広島県呉市阿賀南2丁目10-1
  - －生産技術アカデミー 082-420-0537 〒739-0046 広島県東広島市鏡山3丁目13-26広島テクノプラザ1階
  - 東部工業技術センター 084-931-2402 〒721-0974 広島県福山市東深津町三丁目2番39号
  - 農業技術センター 082-429-0522 〒739-0151 広島県東広島市八本松町原6869
  - －果樹研究部 0846-45-5471 〒739-2402 広島県東広島市安芸津町三津2835
  - 畜産技術センター 0824-74-0332 〒727-0023 広島県庄原市七塚町584
  - 水産海洋技術センター 0823-51-2173 〒737-1207 広島県呉市音戸町波多見6丁目21-1
  - 林業技術センター 0824-63-5181 〒728-0013 広島県三次市十日市東四丁目6-1（広島県三次庁舎内）
- 広島市工業技術センター公益財団法人広島市産業振興センター 082-242-4170 〒730-0052 広島県広島市中区千田町三丁目8-24

#### 山口県
- 地方独立行政法人山口県産業技術センター 0836-53-5050 〒755-0195 山口県宇部市あすとぴあ4丁目1番1号
- 山口県環境保健センター(葵庁舎-保険科学部) 083-922-7630 〒753-0821 山口県山口市葵2丁目5-67
  - (大歳庁舎-環境科学部) 083-924-3670 〒753-0871 山口県山口市朝田535
- 山口県農林総合技術センター 083-927-0211 〒753-0231 山口県山口市大内氷上1-1-1
  - 鳥獣被害相談センター 083-928-0131 〒753-0111 山口市宮野上1768-1
  - 農業技術部 083-927-0211 〒753-0231 山口県山口市大内氷上1-1-1
  - 花き振興センター 0820-24-1801 〒742-8787 山口県柳井市新庄500-1
  - 農業担い手支援部 0835-38-0510 〒747-0004 山口県防府市大字牟礼318番地
  - 畜産技術部 0837-52-0258 〒759-2221 山口県美祢市伊佐町河原1200
  - 林業技術部（林業指導センター） 083-928-0131 〒753-0001 山口県山口市宮野上1768-1
- 山口県水産研究センター 0837-26-0711 〒759-4106 山口県長門市仙崎2861-3

### 四国地方

#### 徳島県
- 徳島県立工業技術センター 088-635-7901 〒770-8021 徳島県徳島市雑賀町西開11-2
- 徳島県立保健製薬環境センター 088-625-7751 〒770-0855 徳島県徳島市新蔵町3丁目80番地
- 徳島県立農林水産総合技術支援センター 088-674-1660 〒779-3233 徳島県名西郡石井町石井字石井1660
  - 経営研究課 088-674-1658 〒779-3233 徳島県名西郡石井町石井字石井1660
  - 農産園芸研究課 088-674-1940 〒779-3233 徳島県名西郡石井町石井字石井1660
  - 資源環境研究課 088-674-1954 〒779-3233 徳島県名西郡石井町石井字石井1660
  - 畜産研究課 088-694-2023 〒771-1310 徳島県板野郡上板町泉谷字砂コウ1
  - 水産研究課(鳴門) 088-688-0555 〒771-0361 徳島県鳴門市瀬戸町堂浦地廻り壱96-10-2
  - 病害虫防除所 088-674-1954 〒779-3233 徳島県名西郡石井町石井字石井1660

#### 香川県
- 香川県産業技術センター 総務課・企画情報部門、材料・生産・システム技術部門、食品研究所 087-881-3175 〒761-8031 香川県高松市郷東町587-1
  - 発酵食品研究所 0879-82-0034 〒761-4421 香川県小豆郡小豆島町苗羽甲1351-1
- 香川県環境保健研究センター 087-825-0400 〒760-0065 香川県高松市朝日町5-3-105
- 香川県森林センター 0877-77-2515 〒769-0317 香川県仲多度郡まんのう町新目823
- 香川県農業試験場 087-814-7311 〒761-2306 香川県綾歌郡綾川町北1534-1
  - 本場 087-814-7311 〒761-2306 香川県綾歌郡綾川町北1534-1
  - 府中果樹研究所 0877-48-0731 〒762-0024 香川県坂出市府中町6117-1
  - 小豆オリーブ研究所 0879-75-0033 〒761-4301 香川県小豆郡小豆島町池田2519-2
  - 園芸総合センター 087-879-7355 〒761-1401 香川県高松市香南町岡1164-1
  - 病害虫防除所 087-814-7317 〒761-2306 香川県綾歌郡綾川町北1534-1
  - 満濃試験地 0877-79-3690 〒766-0017 香川県仲多度郡まんのう町炭所西2253-1
- 香川県畜産試験場 087-898-1511 〒761-0704 香川県木田郡三木町大字下高岡2706
- 香川県水産試験場・赤潮研究所 087-843-6511 〒761-0111 香川県高松市屋島東町75-5

#### 愛媛県
- 愛媛県産業技術研究所 089-976-7612 〒791-1101 愛媛県松山市久米窪田町487-2
  - 企画管理部 089-976-7612 〒791-1101 愛媛県松山市久米窪田町487-2
  - 技術開発部 089-976-7612 〒791-1101 愛媛県松山市久米窪田町487-2
  - 食品産業技術センター 089-976-7612 〒799-1101 愛媛県松山市久米窪田町487-2
  - 繊維産業技術センター 0898-48-0021 〒794-0069 愛媛県今治市クリエイティブヒルズ4-1
  - 紙産業研究センター 0896-58-2144 〒799-0113 愛媛県四国中央市妻鳥町乙127
  - 窯業技術センター 089-962-2076 〒791-2133 愛媛県伊予郡砥部町五本松2
- 愛媛県立衛生環境研究所 089-931-8757 〒790-0003 愛媛県松山市三番町8-234
- 愛媛県農林水産研究所 089-993-2020 〒799-2405 愛媛県松山市上難波甲311
  - 農業研究部 花き研究指導室 089-964-5867 〒791-0222 愛媛県東温市下林甲 2210-1
  - 果樹研究センター 089-977-2100 〒791-0112 愛媛県松山市下伊台町1618
    - みかん研究所 0895-52-1004 〒799-3742 愛媛県宇和島市吉田町法花津7-115

  - 畜産研究センター 0894-72-0064 〒797-1211 愛媛県西予市野村町阿下7-156
    - 養鶏研究所 0898-66-5004 〒799-1316 愛媛県西条市福成寺乙159

  - 林業研究センター 0892-21-2266 〒791-1205 愛媛県上浮穴郡久万高原町菅生2-280-38
  - 水産研究センター 0895-29-0236 〒798-0104 愛媛県宇和島市下波5516
    - 栽培資源研究所 089-983-5378 〒799-3125 愛媛県伊予市森甲121-3
- 新居浜市立工業試験場 0897-45-2329 〒792-0893 愛媛県新居浜市多喜浜4丁目3番8号

#### 高知県
- 高知県工業技術センター 088-846-1111 〒781-5101 高知県高知市布師田3992-3
- 高知県紙産業技術センター 088-892-2220 〒781-2128 高知県吾川郡いの町波川287番地4
- 高知県海洋深層水研究所 0887-22-3136 〒781-7101 高知県室戸市室戸岬町7156番地
- 高知県衛生研究所 088-821-4960 〒780-0850 高知県高知市丸ノ内2丁目4番1号
- 高知県農業技術センター 088-863-4912 〒783-0023 高知県南国市廿枝1100
  - 農業技術センター 茶業試験場 0889-32-1024 〒781-1801 高知県吾川郡仁淀川町森2792
  - 農業技術センター 果樹試験場 088-844-1120 〒780-8064 高知県高知市朝倉丁268
- 高知県畜産試験場 0889-22-0044 〒789-1233 高知県高岡郡佐川町中組1247番地
- 高知県森林技術センター 0887-52-5105 〒782-0078 高知県香美市土佐山田町大平80番地
- 高知県環境研究センター 088-833-6688 〒781-8010 高知県高知市桟橋通6丁目7番-43号
- 高知県内水面漁業センター 0887-52-4231 〒782-0016 高知県香美郡土佐山田町高川原687番4号
- 高知県水産試験場 088-856-1175 〒785-0167 高知県須崎市浦ノ内灰方1153番23号

### 九州・沖縄地方

#### 福岡県
- 福岡県工業技術センター・企画管理部 092-925-5977 〒818-8540 福岡県筑紫野市上古賀3-2-1
  - 化学繊維研究所 092-925-7721 〒818-8540 福岡県筑紫野市上古賀3丁目2-1
  - 生物食品研究所 0942-30-6644 〒839-0861 福岡県久留米市合川町1465-5
  - インテリア研究所 0944-86-3259 〒831-0031 福岡県大川市上巻405-3
  - 機械電子研究所 093-691-0260 〒807-0831 福岡県北九州市八幡西区則松3-6-1
- 福岡県保健環境研究所 092-921-9940 〒818-0135 福岡県太宰府市大字向佐野39
- 福岡県農林業総合試験場 092-924-2936 〒818-8549 福岡県筑紫野市大字吉木587
  - 生産環境部 092-924-2939 〒818-8549 福岡県筑紫野市大字吉木587
  - バイオテクノロジーチーム 092-924-2970 〒818-8549 福岡県筑紫野市大字吉木587
  - 環境保全チーム 092-924-2939 〒818-8549 福岡県筑紫野市大字吉木587
  - 病害虫部病害虫チーム 092-924-2938 〒818-8549 福岡県筑紫野市大字吉木587
  - 予察課(病害虫防除所) 092-924-0062 〒818-8549 福岡県筑紫野市大字吉木587
  - 農産部 092-924-2937 〒818-8549 福岡県筑紫野市大字吉木587
  - 野菜部 092-922-4364 〒818-8549 福岡県筑紫野市大字吉木587
  - 果樹部 092-924-2936 〒818-8549 福岡県筑紫野市大字吉木587
  - 蓄産部 092-925-5232 〒818-8549 福岡県筑紫野市大字吉木587
  - 資源活用研究センター森林林業部 0942-45-7982 〒839-0827 福岡県久留米市山本町豊田1438番地2
  - 流通・加工部 0942-45-7984 〒839-0827 福岡県久留米市山本町豊田1438番地2
  - バイオマス部 0942-45-7983 〒839-0827 福岡県久留米市山本町豊田1438番地2
  - 苗木・花き部苗木チーム 0943-72-2243 〒839-1212 福岡県久留米市田主丸町石垣16-3
  - 花きチーム 0943-72-2243 〒839-1212 福岡県久留米市田主丸町石垣16-3
  - 豊前分場 0930-23-0163 〒824-0038 福岡県行橋市西泉2丁目4番1号
  - 筑後分場 0944-32-1029 〒830-0416 福岡県三潴郡大木町八町牟田1003
  - 八女分場 0943-42-0292 〒834-1213 福岡県八女市黒木町本分3266-1
- 福岡県水産海洋技術センター 092-806-0854 〒819-0165 福岡県福岡市西区今津1141-1
- 北九州市環境科学研究所 093-882-0333 〒804-0082 福岡県北九州市戸畑区新池一丁目2番1号

#### 佐賀県
- 佐賀県工業技術センター 0952-30-8161 〒849-0932 佐賀県佐賀市鍋島町八戸溝114
- 公益財団法人佐賀県地域産業支援センター
- 九州シンクロトロン光研究センター 0942-83-5017 〒841-0005 佐賀県鳥栖市弥生が丘8丁目7番地
- 佐賀県窯業技術センター 0955-43-2185 〒844-0022 佐賀県西松浦郡有田町黒牟田丙3037-7
- 佐賀県環境センター 0952-30-1616 〒849-0932 佐賀県佐賀市鍋島町八戸溝119-1
- 佐賀県農業試験研究センター 0952-45-2141 〒840-2205 佐賀県佐賀市川副町南里1088
- 佐賀県畜産試験場 0954-45-2030 〒849-2305 佐賀県武雄市山内町宮野23242-2
- 佐賀県果樹試験場 0952-73-2275 〒845-0014 佐賀県小城市小城町晴気91
- 佐賀県茶業試験場 0954-42-0066 〒843-3801 佐賀県嬉野市嬉野町下野丙1870-5
- 佐賀県林業試験場 0952-62-0054 〒840-0212 佐賀県佐賀市大和町池上3408

#### 長崎県
- 長崎県工業技術センター 0957-52-1133 〒856-0026 長崎県大村市池田2丁目1303番地8号
- 長崎県窯業技術センター 0956-85-3140 〒859-3726 長崎県東彼杵郡波佐見町稗木場郷605-2
- 長崎県環境保健研究センター 0957-48-7560 〒856-0026 長崎県大村市池田2丁目1306番地11号
- 長崎県農林技術開発センター 0957-26-3330 〒854-0063 長崎県諫早市貝津町3118
  - 干拓営農研究部門 0957-35-1272 〒854-0038 長崎県諫早市中央干拓131
  - 農産園芸研究部門 0957-26-3330 〒854-0063 長崎県諫早市貝津町3118
  - 森林研究部門 0957-26-4292 〒854-0063 長崎県諫早市貝津町3118
  - 環境研究部門 0957-26-3330 〒854-0063 長崎県諫早市貝津町3118
  - 果樹・茶研究部門 0957-26-3330 〒854-0063 長崎県諫早市貝津町3118
  - 研究調整室 0957-55-8740 〒856-0021 長崎県大村市鬼橋町1370
  - 畜産研究部門 0957-68-1135 〒859-1404 長崎県島原市有明町湯江丁3600
- 長崎県総合水産試験場 095-850-6293 〒851-2213 長崎県長崎市多以良町1551-4

#### 熊本県
- 熊本県産業技術センター 096-368-2101 〒862-0901 熊本県熊本市東区東町3-11-38
- 熊本県保健環境科学研究所 0964-23-5771 〒869-0425 熊本県宇土市栗崎町1240-1
- 熊本県農業研究センター 096-248-6400 〒861-1113 熊本県合志市栄3801
  - 農産園芸研究所 096-248-6444 〒861-1113 熊本県合志市栄3801
    - 作物研究室矢部試験地 0967-72-0162 〒861-3543 熊本県上益城郡山都町上寺1417

  - 生産環境研究所 096-248-6447 〒861-1113 熊本県合志市栄3801
  - 茶業研究所 096-282-6851 〒861-3208 熊本県上益城郡御船町大字滝尾5450
  - 畜産研究所 096-248-6433 〒861-1113 熊本県合志市栄3801
  - 草地畜産研究所 0967-32-1231 〒869-2304 熊本県阿蘇市西湯浦1454
  - い業研究所 0965-52-0372 〒869-4201 熊本県八代市鏡町鏡村363
  - 果樹研究所 0964-32-1723 〒869-0524 熊本県宇城市松橋町豊福2566
  - 高原農業研究所 0967-22-1212 〒869-2612 熊本県阿蘇市一の宮町宮地5896-2
  - 球磨農業研究所 0966-45-0470 〒868-0422 熊本県球磨郡あさぎり町上北2248-16
  - 天草農業研究所 0969-22-4224 〒863-0002 熊本県天草市本渡町本戸馬場636
- 熊本県林業研究・研修センター 096-339-2221 〒860-0862 熊本県熊本市中央区黒髪8丁目222-2
- 熊本県水産研究センター 0964-56-5111 〒869-3603 熊本県上天草市大矢野町中2450番地2

#### 大分県
- 大分県産業科学技術センター 097-596-7101 〒870-1117 大分県大分市高江西1丁目4361-10
- 大分県衛生環境研究センター 097-554-8980 〒870-1117 大分県大分市高江西2丁目8番
- 大分県農林水産研究指導センター 0974-28-2074 〒879-7111 大分県豊後大野市三重町赤嶺2328-8
  - 農業研究部 花きグループ 0977-66-4706 〒874-0844 大分県別府市大字鶴見710-1
  - 農業研究部 果樹グループ 0978-72-0407 〒873-0511 大分県国東市国東町小原4402
  - 農業研究部 水田農業グループ 0978-37-1160 〒872-0103 大分県宇佐市大字北宇佐65
  - 畜産研究部 0974-76-1216 〒878-0201 大分県竹田市久住町大字久住3989-1
  - 林業研究部 0973-23-2146 〒877-1363 大分県日田市大字有田字佐寺原35
    - きのこグループ 0974-22-4236 〒879-7111 大分県豊後大野市三重町赤嶺2369

  - 水産研究部 0972-32-2155 〒879-2602 大分県佐伯市上浦大字津井浦194番地6
    - 浅海・内水面グループ 浅海チーム 0978-22-2405 〒879-0608 大分県豊後高田市呉崎3386番地
    - 浅海・内水面グループ 内水面チーム 0978-44-0329 〒872-0504 大分県宇佐市安心院町荘42

#### 宮崎県
- 宮崎県工業技術センター 0985-74-4311 〒880-0303 宮崎県宮崎市佐土原町東上那珂16500-2
- 宮崎県食品開発センター 0985-74-2060 〒880-0303 宮崎県宮崎市佐土原町東上那珂16500-2
- 宮崎県衛生環境研究所 0985-58-1410 〒889-2155 宮崎県宮崎市学園木花台西2丁目3-2
- 宮崎県林業技術センター 0982-66-2888 〒883-1101 宮崎県東臼杵郡美郷町西郷区田代1561-1
- 宮崎県木材利用技術センター 0986-46-6041 〒885-0037 宮崎県都城市花繰町21号2番
- 宮崎県総合農業試験場 0985-73-2121 〒880-0212 宮崎県宮崎市佐土原町下那珂5805
  - 畑作園芸支場 0986-22-1743 〒885-0091 宮崎県都城市横市町10683
  - 茶業支場 0983-27-0355 〒889-1301 宮崎県児湯郡川南町大字川南17070
  - 亜熱帯作物支場 0987-64-0012 〒889-3211 宮崎県南那珂郡南郷町贄波3236-3
  - 薬草・地域作物センター 0984-21-6061 〒886-0212 宮崎県小林市野尻町東麓2581-88
- 宮崎県畜産試験場 0984-42-1122 〒889-4411 宮崎県西諸県郡高原町大字広原5066
- 宮崎県水産試験場 0985-65-1511 〒889-2162 宮崎県宮崎市青島6丁目16-3

#### 鹿児島県
- 鹿児島県工業技術センター 0995-43-5111 〒899-5105 鹿児島県霧島市隼人町小田1445-1
- 鹿児島県環境保健センター 099-225-5131 〒892-0835 鹿児島県鹿児島市城南町18番地
- 鹿児島県農業開発総合センター 099-245-1181 〒899-3401 鹿児島県南さつま市金峰町大野2200
  - 園芸作物部 099-245-1125 〒899-3401 鹿児島県南さつま市金峰町大野2200
  - 生産環境部 099-245-1155 〒899-3401 鹿児島県南さつま市金峰町大野2200
  - 花き部 0993-35-0210 〒891-0513 鹿児島県指宿市山川岡児ヶ水1342-6
  - 果樹部 0994-32-0179 〒891-2112 鹿児島県垂水市本城1452
  - 茶業部 0993-83-2811 〒897-0303 鹿児島県南九州市知覧町永里3964
  - 大隅支場 0994-62-2001 〒893-1601 鹿児島県鹿屋市串良町細山田4938
  - 熊毛支場 0997-22-0007 〒891-3101 鹿児島県西之表市西之表4406
  - 大島支場 0997-52-3545 〒894-0068 鹿児島県奄美市名瀬浦上町7-1
  - 徳之島支場 0997-86-2004 〒891-8114 鹿児島県大島郡伊仙町面縄2092
  - 畜産試験場 0995-48-2121 〒899-4461 鹿児島県霧島市国分上之段2440
  - 肉用牛改良研究所 099-482-5252 〒899-8212 鹿児島県曽於市大隅町月野2200
- 鹿児島県森林技術総合センター 0995-52-0074 〒899-5302 鹿児島県姶良市蒲生町上久徳182-1
- 鹿児島県水産技術開発センター 0993-27-9200 〒891-0315 鹿児島県指宿市岩本字高田上160番10

#### 沖縄県
- 沖縄県工業技術センター 098-929-0111 〒904-2234 沖縄県うるま市州崎12-2
- 沖縄県金型技術研究センター 098-929-0280 〒904-2311 沖縄県うるま市勝連南風原5192-30
- 沖縄健康バイオテクノロジー研究開発センター 098-934-8435 〒904-2234 沖縄県うるま市州崎12-75
- 沖縄県工芸振興センター 098-889-1186 〒901-1116 沖縄県島尻郡南風原町字照屋213
- 沖縄県海洋深層水研究所 098-896-8655 〒901-3104 沖縄県島尻郡久米島町字真謝500-1
- 沖縄県畜産研究センター 0980-56-5142 〒905-0426 沖縄県国頭郡今帰仁村字諸志2009-5
- 沖縄県農業研究センター 098-840-8500 〒901-0336 沖縄県糸満市真壁820
  - 名護作物園芸班 0980-52-2811 〒905-0012 沖縄県名護市字名護4605-3
  - 宮古島支所 0980-72-3148 〒906-0012 沖縄県宮古市平良西里2071-40
  - 石垣支所 0980-82-4067 〒907-0003 沖縄県石垣市平得地底原1178-6
- 沖縄県森林資源研究センター 0980-52-2091 〒905-0012 沖縄県名護市名護4605-5
- 沖縄県水産海洋技術センター 098-852-4530 〒901-0354 沖縄県糸満市字喜屋武1528
- 沖縄県衛生環境研究所 098-945-0781 〒901-1202 沖縄県南城市大里字大里2085
- 沖縄県家畜衛生試験場 098-832-1515 〒900-0024 沖縄県那覇市古波蔵112